# ميراندا بينيت
ميراندا بينيت (بالإنجليزية: Miranda Bennett)‏ هي مجدفة أسترالية، ولدت في 1 سبتمبر 1979 في Bordertown, South Australia ‏ في أستراليا.

## وصلات خارجية
- ميراندا بينيت على موقع الاتحاد الدولي للتجديف (الإنجليزية)